# Евромајдан
Евромајдан (укр. Євромайдан) је термин који се употребљава за масовне демонстрације у Украјини које су отпочеле 21. новембра 2013. након што је тамошња влада која је изабрана након парламентарних избора 2012. одбила да потпише споразум о ближој интеграцији Украјине са ЕУ. Демонстрације ће кулминирати 22. фебруара 2014. сменом председника Виктора Јануковича (која је противна члану 11. Устава Украјине), и руском анексијом Крима 16. марта 2014. након којег ова аутономна република бива прикључена Русији и потписивањем 21. марта 2014. споразума о интеграцији са ЕУ од стране нове револуционарне украјинске владе.